# Funkcja procesu
Funkcja procesu (funkcja drogi) – funkcja termodynamiczna zależna od historii układu (procesu termodynamicznego). Zmiana wartości funkcji procesu zależy od sposobu w jaki ta zmiana została zrealizowana. Przykładami funkcji procesu są ciepło i praca.

Wykres p(V) przykładowego procesu izobarycznego.
1–2 izobaryczne rozprężanie
1–3 izobaryczne sprężanie
Pola zaznaczone na szaro oznaczają pracę wykonaną przez gaz przy rozprężaniu lub sprężaniu.

Dla nieskończenie małych zmian w układzie funkcje procesów matematycznie wyrażane są jako różniczki niezupełne, a dla procesów skończonych jako całki z różniczek po drodze zmiany procesu.
{\displaystyle \delta F=X\mathrm {d} x,}
{\displaystyle F_{C}=\int _{C}X\,\mathrm {d} x,}
gdzie:
{\displaystyle F} – funkcja procesu,
{\displaystyle X} – zmienna intensywna,
{\displaystyle V} – zmienna ekstensywna (parametr),
{\displaystyle C} – droga całkowania.
Zgodnie z geometryczna interpretacją całki, funkcja procesu odpowiada polu pod linią procesu w odpowiednich układach współrzędnych:
- pracę objętościową przedstawia pole pod linią procesu w układzie współrzędnych ciśnienia w zależności od objętości p (V),
- ciepło przedstawia pole pod linią procesu w układzie współrzędnych temperatury od entropii T (s).

Przykładowo, praca objętościowa jest różniczką niezupełną z ciśnienia po objętości układu:
{\displaystyle \delta W\ =p\mathrm {d} V,}
{\displaystyle W_{C}=-\int _{C}p\,\mathrm {d} V,}
gdzie:
{\displaystyle W} – praca wykonana na układzie ({\displaystyle \delta W} – różniczka niezupełna),
{\displaystyle P} – ciśnienie zewnętrzne,
{\displaystyle V} – objętość układu,
{\displaystyle C} – droga całkowania.